# Överjärna församling
Överjärna församling är en församling i Södertälje kontrakt i Strängnäs stift. Församlingen ligger i Södertälje kommun i Stockholms län. Församlingen ingår i Järna-Vårdinge pastorat.

## Administrativ historik
Församlingen har medeltida ursprung.
Församlingen var till 1975 moderförsamling i pastoratet Överjärna och Ytterjärna för att därefter vara moderförsamling i pastoratet Överjärna, Ytterjärna och Vårdinge.

## Organister
| Verksam   | Namn               | Levnadstid | Övrigt    |
| --------- | ------------------ | ---------- | --------- |
| 1959–1964 | Erik Arne Sjöström | 1911–      | Organist. |

## Kyrkor
- Överjärna kyrka